# Night of My Life (песня Барбры Стрейзанд)
«Night of My Life» (с англ. — «Ночь моей жизни») — песня, записанная американской певицей Барброй Стрейзанд для ее тридцать первого  студийного альбома Guilty Pleasures (2005). Он был выпущен в качестве второго сингла с альбома 27 сентября 2005 года лейблом Columbia Records. Трек был написан Ашли Гиббом и Барри Гиббом, продюсерами выступили Барри Гибб и Джон Мерчант.
Песня написана в жанрах поп и диско. Песня получила смешанные отзывы критиков, они назвали песню просто бессмысленной. Коммерчески сингл был успешен в танцевальных чартах Billboard, где он достиг пика на втором месте Dance Club Songs и на девятом месте в Hot Dance Singles Sales.

## Чарты
| Чарт (2005)                             | Пиковая позиция |
| --------------------------------------- | --------------- |
| США (Billboard Dance Club Songs)        | 2               |
| США (Billboard Hot Dance Singles Sales) | 9               |